# Blangy-le-Château
Pour les articles homonymes, voir Blangy.
Blangy-le-Château est une commune française, située dans le département du Calvados en région Normandie, peuplée de 781 habitants. Elle est chef-lieu d'un canton qui constitue partiellement une communauté de communes avec celui de Pont-l'Évêque.

## Géographie

### Localisation
La commune se situe à la bordure est du Calvados, dans le pays d'Auge. Son bourg est à 8,5 km à l'ouest de Cormeilles, à 9,5 km au sud-est de Pont-l'Évêque et à 13 km au nord-est de Lisieux. La limite entre le Calvados et l'Eure se trouve à quatre kilomètres à l'est du village.
La rivière le Chaussey traverse ce village augeron typique avec ses nombreuses maisons à pans de bois. Blangy a été souvent cité comme un des plus beaux villages du pays d'Auge. Il est fréquemment photographié ou peint. Un salon annuel des peintres y a lieu en juin ou juillet selon les années.
| Le Mesnil-sur-Blangy      | Les Authieux-sur-Calonne, Bonneville-la-Louvet | Bonneville-la-Louvet   |
| Fierville-les-Parcs       | Blangy-le-Château                              | Le Faulq               |
| Saint-Philbert-des-Champs | Le Brévedent                                   | Le Faulq, Le Brévedent |

### Hydrographie
La commune est située dans le bassin Seine-Normandie. Elle est drainée par le Chaussey, le Douet Hébert, le ruisseau des Garennes, le fossé 17 de la commune de Bonneville-la-Louvet, le Douet et un autre petit cours d'eau,.
Le Chaussey, d'une longueur de 13 km, prend sa source dans la commune du Pin et se jette  dans la Touques à Fierville-les-Parcs, après avoir traversé sept communes. 

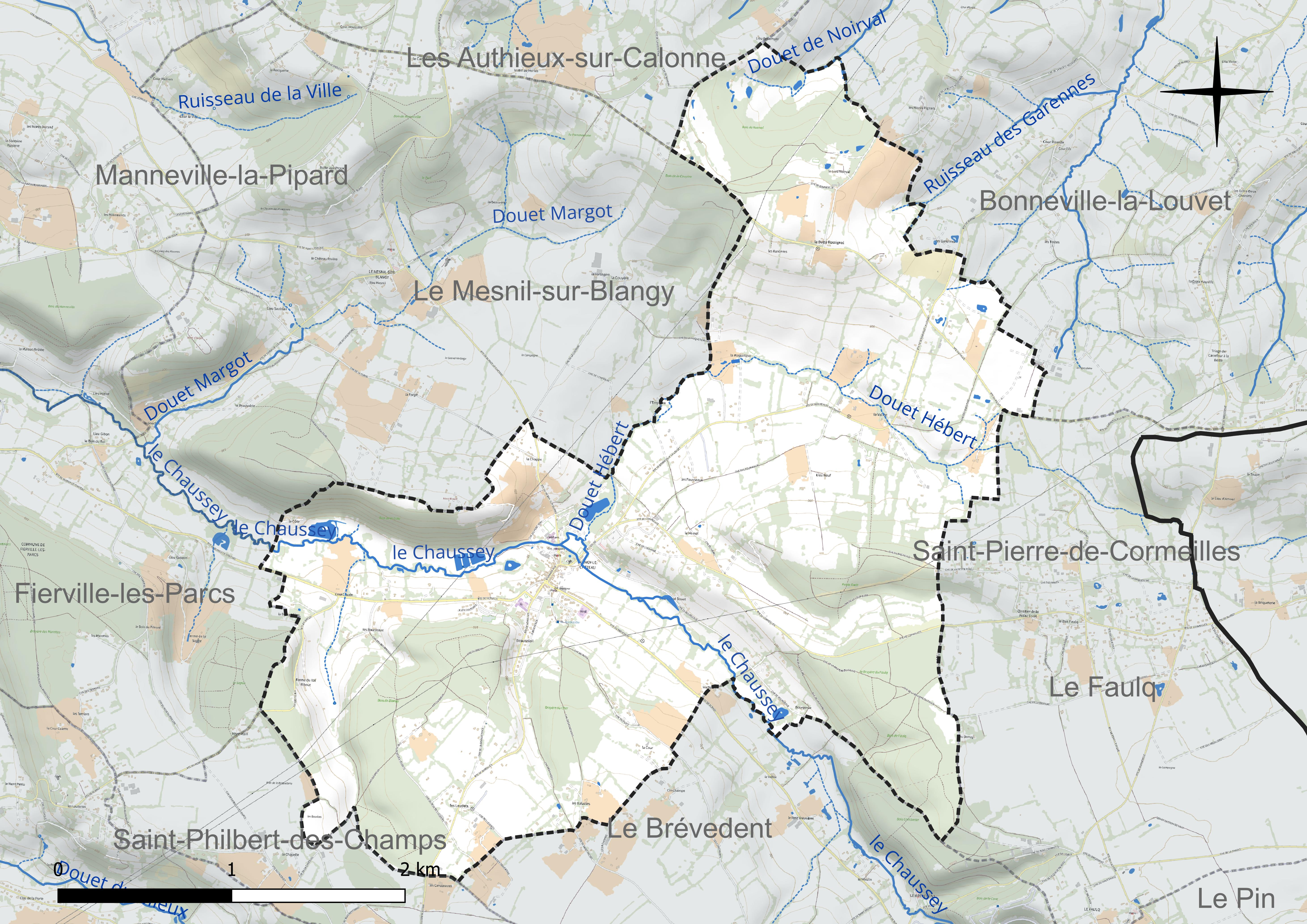
Réseau hydrographique de Blangy-le-Château.

### Climat
Pour des articles plus généraux, voir Climat de la Normandie et Climat du Calvados.
En 2010, le climat de la commune est de type climat océanique franc, selon une étude du CNRS s'appuyant sur une série de données couvrant la période 1971-2000. En 2020, Météo-France publie une typologie des climats de la France métropolitaine dans laquelle la commune est exposée à un climat océanique et est dans la région climatique  Côtes de la Manche orientale, caractérisée par un faible ensoleillement (1 550 h/an) ; forte humidité de l'air (plus de 20 h/jour avec humidité relative > 80 % en hiver), vents forts fréquents. Parallèlement le GIEC normand, un groupe régional d'experts sur le climat, différencie quant à lui, dans une étude de 2020, trois grands types de climats pour la région Normandie, nuancés à une échelle plus fine par les facteurs géographiques locaux. La commune est, selon ce zonage, exposée à un « climat contrasté des collines », correspondant au pays d'Auge, Lieuvin et Roumois, moins directement soumis aux flux océaniques et connaissant toutefois des précipitations assez marquées en raison des reliefs collinaires qui favorisent leur formation.
Pour la période 1971-2000, la température annuelle moyenne est de 10,6 °C, avec une amplitude thermique annuelle de 13 °C. Le cumul annuel moyen de précipitations est de 847 mm, avec 13,1 jours de précipitations en janvier et 8,2 jours en juillet. Pour la période 1991-2020, la température moyenne annuelle observée sur la station météorologique la plus proche, située sur la commune de Lisieux à 12 km à vol d'oiseau, est de 11,7 °C et le cumul annuel moyen de précipitations est de 881,4 mm,. Pour l'avenir, les paramètres climatiques de la commune estimés pour 2050 selon différents scénarios d'émission de gaz à effet de serre sont consultables sur un site dédié publié par Météo-France en novembre 2022.

## Urbanisme

### Typologie
Au 1er janvier 2024, Blangy-le-Château est catégorisée commune rurale à habitat dispersé, selon la nouvelle grille communale de densité à 7 niveaux définie par l'Insee en 2022. Elle est située hors unité urbaine et hors attraction des villes,.

### Occupation des sols
L'occupation des sols de la commune, telle qu'elle ressort de la base de données européenne d'occupation biophysique des sols Corine Land Cover (CLC), est marquée par l'importance des territoires agricoles (75 % en 2018), en diminution par rapport à 1990 (76 %). La répartition détaillée en 2018 est la suivante : prairies (65,8 %), forêts (20,9 %), zones agricoles hétérogènes (9,2 %), zones urbanisées (3,1 %), espaces verts artificialisés, non agricoles (1 %). L'évolution de l'occupation des sols de la commune et de ses infrastructures peut être observée sur les différentes représentations cartographiques du territoire : la carte de Cassini (XVIIIe siècle), la carte d'état-major (1820-1866) et les cartes ou photos aériennes de l'IGN pour la période actuelle (1950 à aujourd'hui).

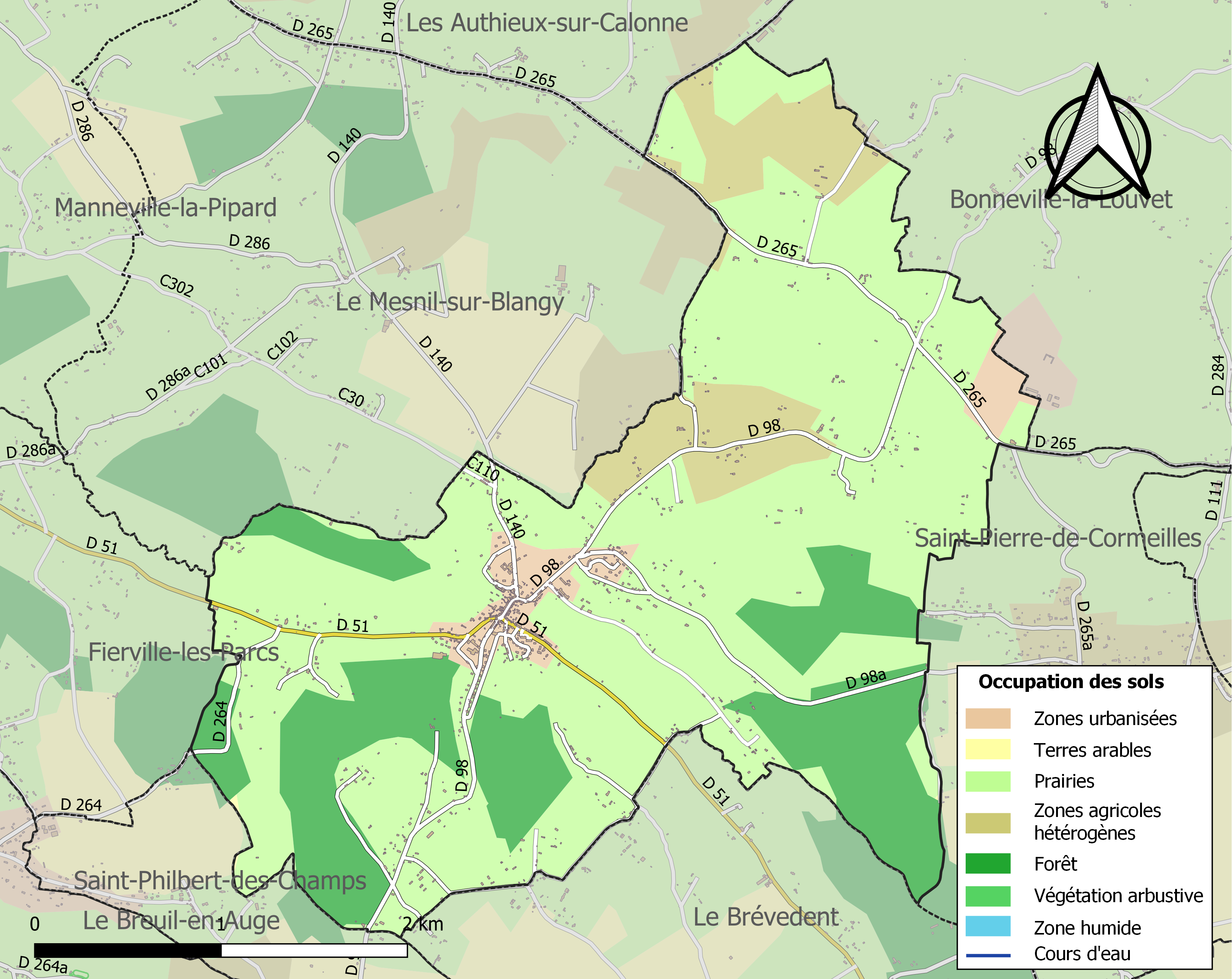
Carte des infrastructures et de l'occupation des sols de la commune en 2018 (CLC).

## Toponymie
Le toponyme est attesté sous la forme de Blangeyo en 1155. Il serait issu de l'anthroponyme roman Blandus.
Selon l'historien Alexandre-Auguste Guilmeth, Blangy est issu de Blaen, Blaend ou Blaenk, partie celtique qui signifie : « blanc, mou, terne ou fade » ; et Gy ou Geium, terme latin qui signifie « Terre ». Blangy veut, vraisemblablement, dire : « terre blanche » à cause des assises calcaires des collines de Blangy.
La référence au château a été ajouté en 1875 permettant de distinguer la commune des autres communes nommées Blangy, qui se situent dans la Seine-Maritime, dans la Somme et le Pas-de-Calais.
Le gentilé est Castelblangeois.

## Politique et administration
| Période                                  | Période   | Identité     | Étiquette | Qualité   |
| ---------------------------------------- | --------- | ------------ | --------- | --------- |
| 1983                                     | mars 2001 | Alain Jamet  | SE        |           |
| mars 2001                                |           | Denis Favril | SE        | Garagiste |
| 2020                                     | En cours  | Dorian Coge  |           |           |
| Les données manquantes sont à compléter. |           |              |           |           |

Le conseil municipal est composé de quinze membres dont le maire et trois adjoints.
Blangy est chef-lieu de canton et siège de plusieurs services publics :
- une brigade de la gendarmerie nationale ;
- une caserne de pompiers volontaires ;
- une école primaire publique ;
- un gymnase inter-communal.

## Démographie
L'évolution du nombre d'habitants est connue à travers les recensements de la population effectués dans la commune depuis 1793. Pour les communes de moins de 10 000 habitants, une enquête de recensement portant sur toute la population est réalisée tous les cinq ans, les populations de référence des années intermédiaires étant quant à elles estimées par interpolation ou extrapolation. Pour la commune, le premier recensement exhaustif entrant dans le cadre du nouveau dispositif a été réalisé en 2008.
En 2022, la commune comptait 781 habitants, en évolution de +11,25 % par rapport à 2016 (Calvados : +1,58 %, France hors Mayotte : +2,11 %).
Blangy-le-Château a compté jusqu'à 971 habitants en 1806.
| 1793 | 1800 | 1806 | 1821 | 1831 | 1836 | 1841 | 1846 | 1851 |
| ---- | ---- | ---- | ---- | ---- | ---- | ---- | ---- | ---- |
| 854  | 679  | 971  | 931  | 947  | 813  | 782  | 741  | 789  |

| 1856 | 1861 | 1866 | 1872 | 1876 | 1881 | 1886 | 1891 | 1896 |
| ---- | ---- | ---- | ---- | ---- | ---- | ---- | ---- | ---- |
| 745  | 728  | 717  | 640  | 668  | 705  | 702  | 685  | 635  |

| 1901 | 1906 | 1911 | 1921 | 1926 | 1931 | 1936 | 1946 | 1954 |
| ---- | ---- | ---- | ---- | ---- | ---- | ---- | ---- | ---- |
| 580  | 560  | 560  | 506  | 450  | 421  | 399  | 489  | 493  |

| 1962 | 1968 | 1975 | 1982 | 1990 | 1999 | 2006 | 2008 | 2013 |
| ---- | ---- | ---- | ---- | ---- | ---- | ---- | ---- | ---- |
| 524  | 532  | 585  | 612  | 618  | 627  | 664  | 672  | 692  |

| 2018 | 2022 | - | - | - | - | - | - | - |
| ---- | ---- | - | - | - | - | - | - | - |
| 699  | 781  | - | - | - | - | - | - | - |

## Économie
Blangy possède plusieurs entreprises, notamment une scierie, un magasin de matériaux de construction et d'outillage, un magasin de matériel agricole et de jardinage.
- Santé et éducation

Il y a un médecin mais pas de pharmacie, une maison de retraite, une école primaire, un lycée agricole privé.
- Tourisme, hôtellerie, restauration

Blangy compte un hôtel restaurant, un bar tabac, un camping avec restaurant.
- Commerces permanents :

une boulangerie, une épicerie, un fleuriste, un coiffeur, une chocolaterie.
- Commerces itinérants : marché le jeudi matin.

## Culture locale et patrimoine

### Lieux et monuments
- Manoir, dans le bourg, partiellement inscrit au titre des monuments historiques ainsi que ses deux pavillons d'entrée par arrêté du 21 octobre 1970[34].
- Vestiges d'un donjon carré[35] appartenant au château du XIe siècle. Le donjon, avec parement régulier est dressé près de bâtiments du XVIIe siècle. Une famille de ce nom est citée en 1180[36].
- Église Notre-Dame construite au XVe siècle en remplacement d'un édifice roman détruit pendant la guerre de Cent Ans. Son clocher est inscrit au titre des monuments historiques par arrêté du 11 octobre 1930[37]. Elle abrite quelques œuvres classées au titre objet (maitre-autel, retable, statues, vitraux…)[38].
- L'ancienne auberge du Coq-Hardi du XVIe siècle, inscrite au titre des monuments historiques par arrêté du 28 décembre 1928[39].

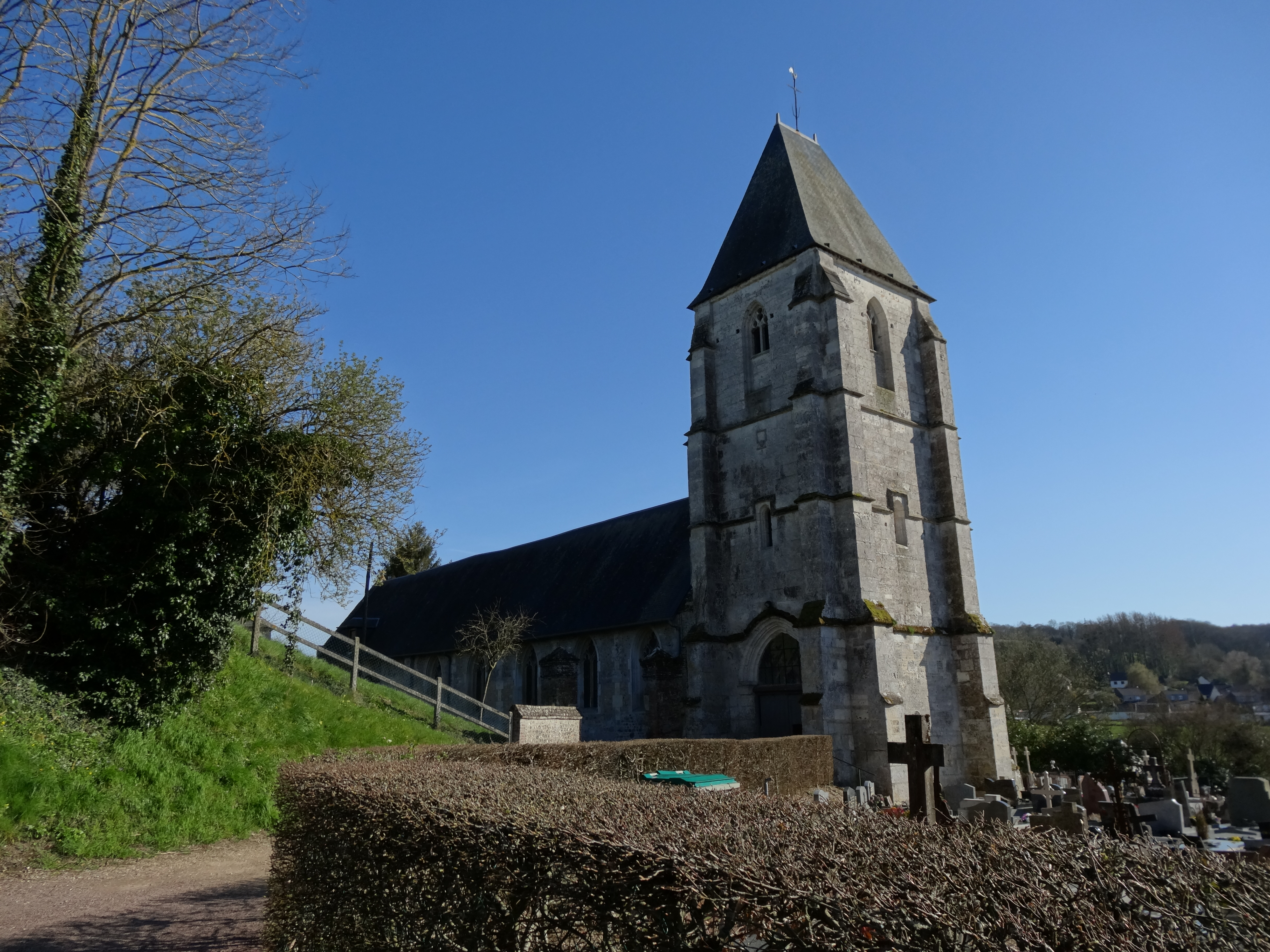
L'église Notre-Dame.
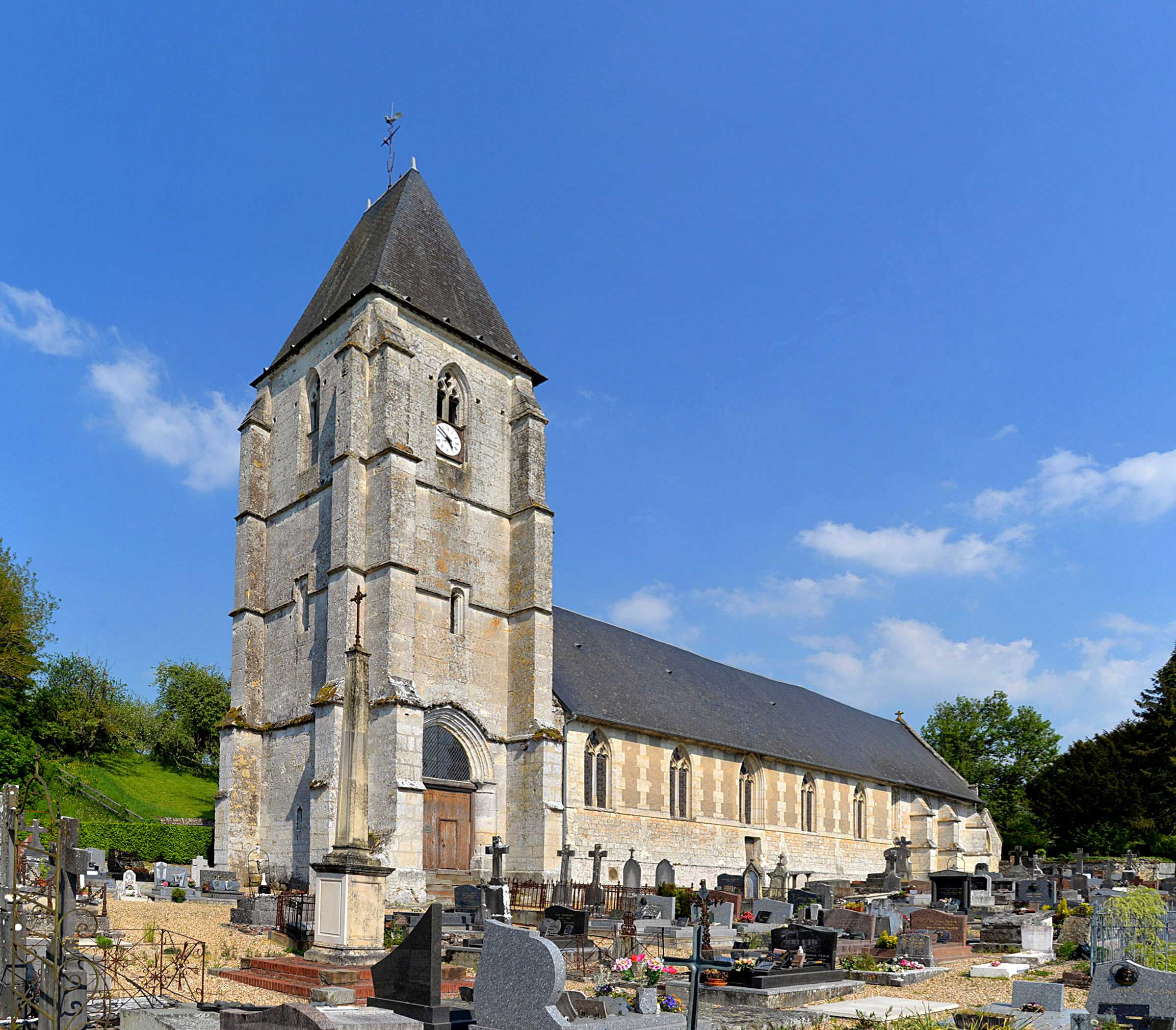
L'église Notre-Dame. Vue sud-ouest.
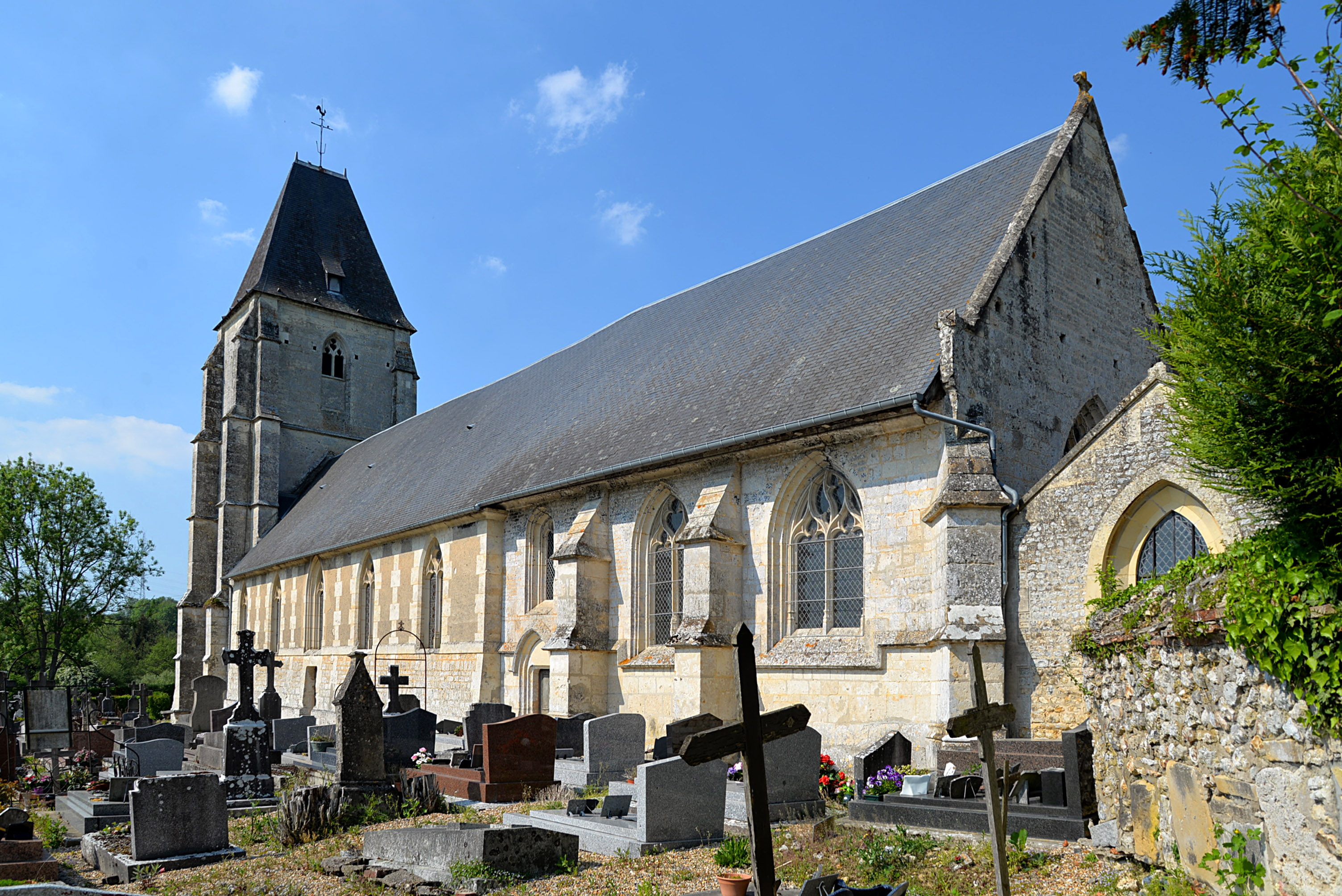
L'église Notre-Dame. Vue sud-est.
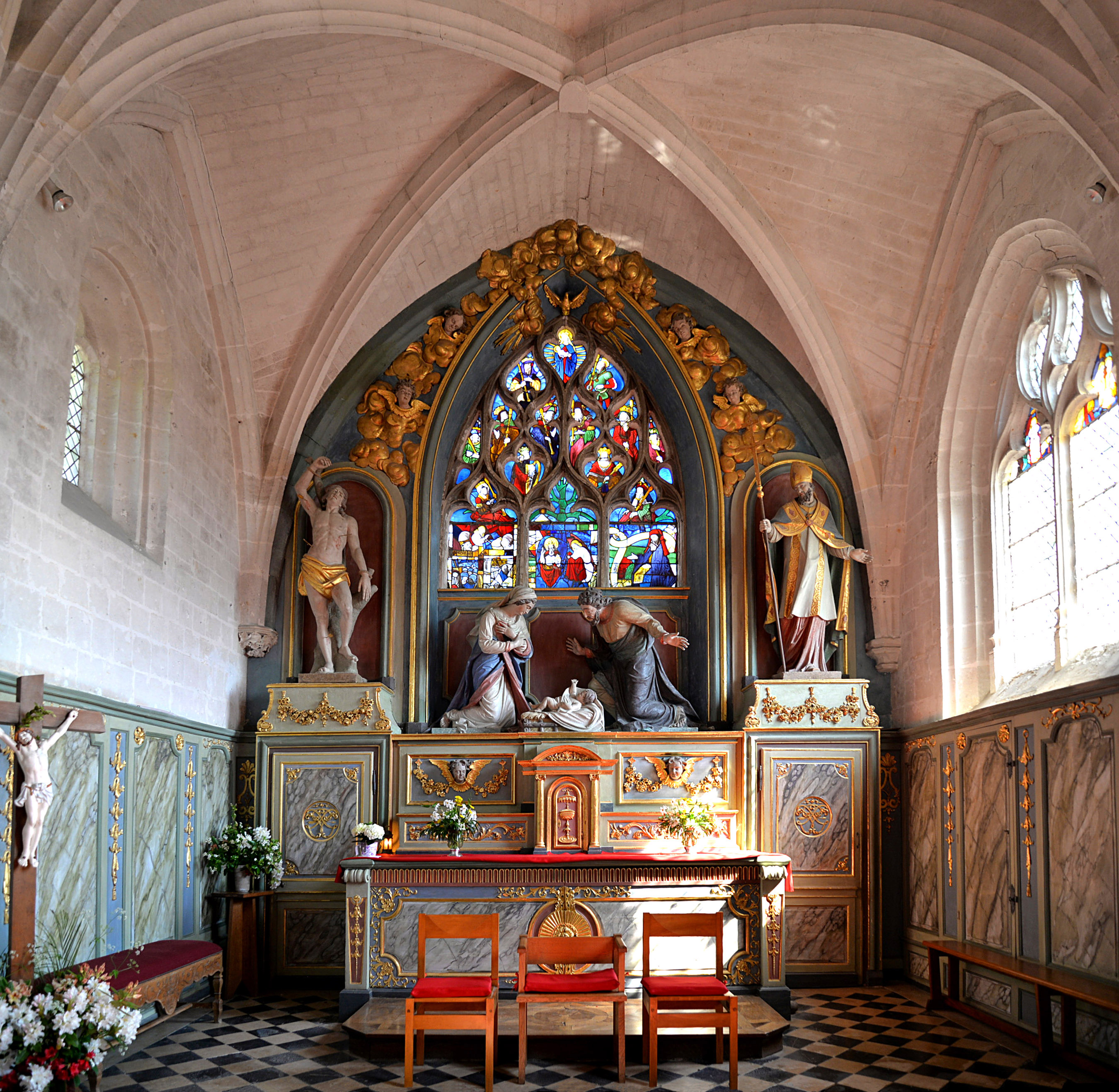
Le retable maitre-autel de l'église Notre-Dame.
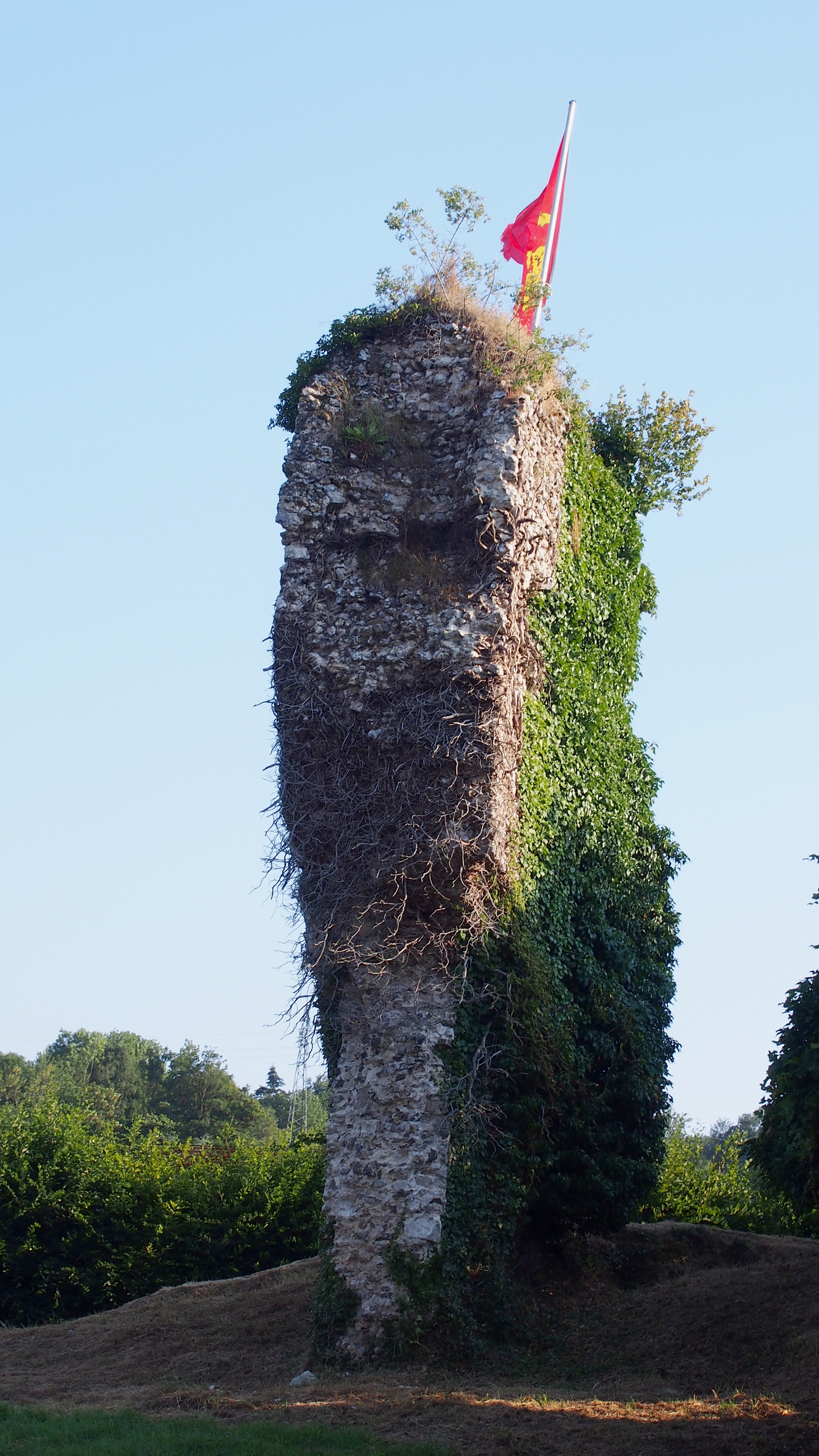
Ruine du donjon.

### Activité, label et manifestations

#### Label
La commune est un village fleuri (deux fleurs) au concours des villes et villages fleuris.

#### Jumelages
- North Tawton (Royaume-Uni) depuis 1975.

#### Manifestations
- Braderie en mai-juin.
- Braderie en septembre.
- Fête de la Saint-Gorgon en septembre.
- Exposition et concours Les peintres au village en juin ou juillet.

### Personnalités liées à la commune
- Les résistantes Suzanne Leclézio (1898-1987) et Yvonne Ziegler (1902-1988) ont passé la fin de leur vie dans la commune. Yvonne Ziegler y a sa sépulture.
- Thomas Jean Monsaint (1725-1792), béatifié en 1926, a été curé dans la commune.

### Héraldique
| Blason de Blangy-le-Château | Blason  | D'azur au château de deux tours d'argent ouvert de trois portes, posé sur une terrasse de sinople. |
| Blason de Blangy-le-Château | Détails | |